# Włosty (Biała Piska)
Włosty [ˈvwɔstɨ] (deutsch Wlosten, 1938 bis 1945 Flosten) ist ein Dorf in der polnischen Woiwodschaft Ermland-Masuren, das zur Gmina Biała Piska (Stadt- und Landgemeinde Bialla, 1938 bis 1945 Gehlenburg) im Powiat Piski (Kreis Johannisburg) gehört.

## Geographische Lage
Włosty liegt im südlichen Osten der Woiwodschaft Ermland-Masuren, 27 Kilometer östlich der Kreisstadt Pisz (deutsch Johannisburg).

## Geschichte
Das nach 1540 Vlosten, nach 1579 Vlosdenn und bis 1938 Wlosten genannte Dorf wurde 1471 vom Deutschen Ritterorden als Freigut mit 34 Hufen nach magdeburgischem Recht gegründet. Doch bereits seit 1437 wurde die Ortsstelle u. a. als Hereditas Wlosch erwähnt.
Im Jahr 1874 wurde das Dorf in den neu errichteten Amtsbezirk Groß Rogallen (polnisch Rogale Wielkie) eingegliedert, aber schon vor 1908 in den Amtsbezirk Belzonzen (polnisch Bełcząc) umgegliedert, der – 1938 in „Amtsbezirk Großdorf (Ostpr.)“ umbenannt – bis 1945 zum Kreis Johannisburg im Regierungsbezirk Gumbinnen (ab 1905: Regierungsbezirk Allenstein) der preußischen Provinz Ostpreußen gehörte.
1910 waren in Wlosten 278 Einwohner registriert, 1933 waren es 277. 
Aufgrund der Bestimmungen des Versailler Vertrags stimmte die Bevölkerung im Abstimmungsgebiet Allenstein, zu dem Wlosten gehörte, am 11. Juli 1920 über die weitere staatliche Zugehörigkeit zu Ostpreußen (und damit zu Deutschland) oder den Anschluss an Polen ab. In Wlosten stimmten 180 Einwohner für den Verbleib bei Ostpreußen, auf Polen entfielen keine Stimmen.
Am 3. Juni 1938 wurde die Namensschreibweise Wlostens aus politisch-ideologischen Gründen der Abwehr fremdländisch erscheinender Bezeichnungen in „Flosten“ geändert. Die Einwohnerzahl belief sich 1939 auf 248.
Als 1945 in Kriegsfolge das gesamte südliche Ostpreußen zu Polen kam, war eben auch Wlosten resp. Flosten betroffen. Das Dorf erhielt die polnische Namensform „Włosty“. Heute ist es Sitz eines Schulzenamtes (polnisch Sołectwo) und somit eine Ortschaft im Verbund der Stadt- und Landgemeinde Biała Piska (Bialla, 1938 bis 1945 Gehlenburg) im Powiat Piski (Kreis Johannisburg), bis 1998 der Woiwodschaft Suwałki, seither der Woiwodschaft Ermland-Masuren zugehörig. Im Jahre 2011 zählte Włosty 90 Einwohner.

## Religionen
Wlosten war bis 1945 in die evangelische Kirche Skarzinnen in der Kirchenprovinz Ostpreußen der Kirche der Altpreußischen Union sowie in die römisch-katholische Kirche Johannisburg im Bistum Ermland eingepfarrt. 
Heute gehört Włosty katholischerseits zur Pfarrei Skarżyn im Bistum Ełk der Römisch-katholischen Kirche in Polen. Die evangelischen Einwohner halten sich zur Kirchengemeinde in Biała Piska, einer Filialgemeinde der Pfarrei Pisz in der Diözese Masuren der Evangelisch-Augsburgischen Kirche in Polen.

## Verkehr
Włosty liegt abseits vom Verkehrsgeschehen und ist über einen Landweg von Wojny (Woynen, 1938 bis 1945 Woinen) zu erreichen. 